# Kerman Tour
Le Kerman Tour est une course cycliste par étapes organisée depuis 2005. Elle se déroule chaque année en Iran.
La course fait partie de l'UCI Asia Tour.
Lors de l'édition 2011, Mahdi Sohrabi réussit l'exploit de remporter les cinq étapes au programme et le classement général.

## Palmarès
| Année | Vainqueur          | Deuxième           | Troisième         |
| ----- | ------------------ | ------------------ | ----------------- |
| 2005  | Hossein Askari     | Sergej Tretyakov   | Bakhtiyar Mamyrov |
| 2006  | Ghader Mizbani     | Hossein Askari     | Ahad Kazemi       |
| 2007  | Pavel Nevdakh      | Ghader Mizbani     | Eugen Wacker      |
| 2008  | Ghader Mizbani     | Abbas Saeidi Tanha | Hamid Shiri       |
| 2009  | Non-disputé        | Non-disputé        | Non-disputé       |
| 2010  | Abbas Saeidi Tanha | Hamid Janati       | Amir Zargari      |
| 2011  | Mahdi Sohrabi      | Samad Poor Seiedi  | Rasoul Barati     |